# Маккензі (спеціалізований муніципалітет)
Графство Маккензі (англ. Mackenzie County) — спеціалізований муніципалітет в Канаді, у провінції Альберта.

## Населення
За даними перепису 2016 року, спеціалізований муніципалітет нараховував 11171 жителя, показавши зростання на 2,2%, порівняно з 2011-м роком. Середня густина населення становила 0,1 осіб/км².
З офіційних мов обидвома одночасно володіли 75 жителів, тільки англійською — 10 250, тільки французькою — 5, а 740 — жодною з них. Усього 7,315 осіб вважали рідною мовою не одну з офіційних, з них 55 — одну з корінних мов, а 20 — українську.
Працездатне населення становило 65,2% усього населення, рівень безробіття — 8,3% (9,4% серед чоловіків та 6,5% серед жінок). 77,4% були найманими працівниками, 21,6% — самозайнятими.
Середній дохід на особу становив $43 766 (медіана $33 109), при цьому для чоловіків — $57 306, а для жінок $29 486 (медіани — $52 412 та $18 352 відповідно).
20,7% мешканців мали закінчену шкільну освіту, не мали закінченої шкільної освіти — 57,6%, 21,7% мали післяшкільну освіту, з яких 25,5% мали диплом бакалавра, або вищий.
| Статево-вікова структура населення | Статево-вікова структура населення | Статево-вікова структура населення | Статево-вікова структура населення | Статево-вікова структура населення |
| ---------------------------------- | ---------------------------------- | ---------------------------------- | ---------------------------------- | ---------------------------------- |
|                                    |                                    |                                    |                                    |                                    |
| Всього                             | Всього                             | 50,6%49,4%                         |                                    |                                    |
| 0 — 14 років                       | 0 — 14 років                       |                                    | 34,4%                              | 34,4%                              |
| 15 — 64 років                      | 15 — 64 років                      |                                    | 58,1%                              | 58,1%                              |
| 65 і більше                        | 65 і більше                        |                                    | 7,5%                               | 7,5%                               |
| 85 і більше                        | 85 і більше                        |                                    | 0,7%                               | 0,7%                               |
| Середній вік (років)               | Середній вік (років)               | 28,328,9                           | 28,6                               | 28,6                               |
| Медіана (років)                    | Медіана (років)                    | 23,224,4                           | 23,9                               | 23,9                               |
| — чоловіки — жінки                 |                                    |                                    |                                    |                                    |

| Походження мешканців:     | Походження мешканців:     | Походження мешканців: | Походження мешканців: | Походження мешканців: |
| ------------------------- | ------------------------- | --------------------- | --------------------- | --------------------- |
| Походження                |                           |                       | осіб                  | %                     |
| Корінні американці        | Корінні американці        |                       | 780                   | 7.05%                 |
| Інше північноамериканське | Інше північноамериканське |                       | 4 035                 | 36.45%                |
| Європейське               | Європейське               |                       | 7 840                 | 70.82%                |
| британське                | британське                |                       | 1 175                 | 10.61%                |
| французьке                | французьке                |                       | 405                   | 3.66%                 |
| українське                | українське                |                       | 370                   | 3.34%                 |
| Латинськоамериканське     | Латинськоамериканське     |                       | 715                   | 6.46%                 |
| Африканське               | Африканське               |                       | 20                    | 0.18%                 |
| Азійське                  | Азійське                  |                       | 80                    | 0.72%                 |

| Зайнятість населення за галузями (за класифікацією NOC): | Зайнятість населення за галузями (за класифікацією NOC): | Зайнятість населення за галузями (за класифікацією NOC): | Зайнятість населення за галузями (за класифікацією NOC): | Зайнятість населення за галузями (за класифікацією NOC): |
| -------------------------------------------------------- | -------------------------------------------------------- | -------------------------------------------------------- | -------------------------------------------------------- | -------------------------------------------------------- |
|                                                          |                                                          |                                                          |                                                          |                                                          |
| Управління                                               | Управління                                               |                                                          | 15,1%                                                    | 15,1%                                                    |
| Бізнес, фінанси та адміністрування                       | Бізнес, фінанси та адміністрування                       |                                                          | 9,8%                                                     | 9,8%                                                     |
| Природничі та прикладні науки                            | Природничі та прикладні науки                            |                                                          | 1,2%                                                     | 1,2%                                                     |
| Охорона здоров'я                                         | Охорона здоров'я                                         |                                                          | 2,4%                                                     | 2,4%                                                     |
| Освіта, правозахист, муніципальні та урядові служби      | Освіта, правозахист, муніципальні та урядові служби      |                                                          | 9%                                                       | 9%                                                       |
| Мистецтво, культура, відпочинок та спорт                 | Мистецтво, культура, відпочинок та спорт                 |                                                          | 1%                                                       | 1%                                                       |
| Роздрібна торгівля та послуги                            | Роздрібна торгівля та послуги                            |                                                          | 19,9%                                                    | 19,9%                                                    |
| Гуртова торгівля, транспорт та обладнання                | Гуртова торгівля, транспорт та обладнання                |                                                          | 28,2%                                                    | 28,2%                                                    |
| Природні ресурси, сільське господарство                  | Природні ресурси, сільське господарство                  |                                                          | 10,3%                                                    | 10,3%                                                    |
| Виробництво                                              | Виробництво                                              |                                                          | 3,1%                                                     | 3,1%                                                     |

## Населені пункти
До складу спеціалізованого муніципалітету входять містечка Хай-Левел, Рейнбов-Лейк, індіанські резервації Бівер-Ренч 163, Боєр 164, Буш-Рівер 207, Чайлд-Лейк, Форт-Верміліон 173B, Фокс-Лейк 162, Гей-Лейк 209, Джон-д-Ор-Прері 215, Толкрі 173, Толкрі 173A, Аппер-Гей-Рівер 212, індіанське поселення Каркажу, а також хутори, інші малі населені пункти та розосереджені поселення.

## Клімат
Середня річна температура становить -0,6°C, середня максимальна – 21,8°C, а середня мінімальна – -28,5°C. Середня річна кількість опадів – 389 мм.
| Клімат поселення                              | Клімат поселення | Клімат поселення | Клімат поселення | Клімат поселення | Клімат поселення | Клімат поселення | Клімат поселення | Клімат поселення | Клімат поселення | Клімат поселення | Клімат поселення | Клімат поселення | Клімат поселення |
| Показник                                      | Січ.             | Лют.             | Бер.             | Квіт.            | Трав.            | Черв.            | Лип.             | Серп.            | Вер.             | Жовт.            | Лист.            | Груд.            |                  |
| Середній максимум, °C                         | −15,05           | −10,28           | −2,95            | 8,99             | 16,84            | 21,76            | 20,82            | 19,08            | 13,30            | 5,94             | −6,46            | −15,89           |                  |
| Середня температура, °C                       | −21,76           | −16,98           | −9,64            | 2,29             | 10,14            | 15,06            | 16,99            | 15,24            | 9,47             | 2,12             | −10,3            | −19,72           |                  |
| Середній мінімум, °C                          | −28,46           | −23,68           | −16,38           | −4,4             | 3,43             | 8,36             | 13,17            | 11,40            | 5,62             | −1,71            | −14,12           | −23,56           |                  |
| Норма опадів, мм                              | 21               | 18               | 20               | 18               | 35               | 50               | 66               | 55               | 36               | 27               | 22               | 21               |                  |
| Середньомісячна швидкість вітру, м/с          | 2.60             | 2.70             | 3.00             | 3.20             | 3.30             | 3.09             | 2.60             | 2.70             | 3.06             | 3.20             | 2.80             | 2.43             |                  |
| Середньомісячна сонячна радіація, кДж/м²·день | 1918             | 4968             | 10763            | 16703            | 20641            | 22195            | 20976            | 16666            | 10486            | 5333             | 2270             | 1256             |                  |
| --------------------------------------------- | ---------------- | ---------------- | ---------------- | ---------------- | ---------------- | ---------------- | ---------------- | ---------------- | ---------------- | ---------------- | ---------------- | ---------------- | ---------------- |
| Джерело:                                      |                  |                  |                  |                  |                  |                  |                  |                  |                  |                  |                  |                  |                  |